# Nordlöpare
Nordlöpare (Diacheila arctica) är en skalbaggsart som först beskrevs av Leonard Gyllenhaal 1810.  Nordlöpare ingår i släktet Diacheila, och familjen jordlöpare. Arten är reproducerande i Sverige.